# 216

## Родени
- Мани, персийски проповедник

## Починали
- Гален, древногръцки лекар